# Villa discolor
Villa discolor är en tvåvingeart som beskrevs av Hall 1976. Villa discolor ingår i släktet Villa och familjen svävflugor. Inga underarter finns listade i Catalogue of Life.